# CroissancePlus
 (avril 2017).
CroissancePlus est un réseau français de dirigeants de petites et moyennes entreprises et entreprises de taille intermédiaire françaises, créé en 1997 par Denis Payre, qui agit auprès des pouvoirs publics, des décideurs économiques et des médias. Le réseau cherche à participer aux réformes et à imposer un nouveau modèle entrepreneurial[réf. souhaitée].

## Mission de l'association
CroissancePlus soutient la création et le développement des entreprises, la valorisation de l’innovation et de la compétitivité française, la défense de l’actionnariat salarié et l’ouverture du capital.

## Historique
- 1997/1998 : Présidence de Denis Payre
- 1998/1999 : Présidence de Bruno Vanryb (Avanquest Software)
- 2000/2001 : Présidence de Sylvain Forestier (La Maison Bleue)
- 2002/2004 : Présidence de Christian Poyau (Micropole-Univers)
- 2004/2005 : Présidence de Charles Beigbeder (Poweo)
- 2005/2008 : Présidence de Geoffroy Roux de Bézieux (Virgin Mobile) (Unedic)
- 2008/2011 : Présidence de Frédéric Bedin (Le Public Système)
- 2011/2013 : Présidence de Olivier Duha (Webhelp)
- 2013/2016 : Présidence de Stanislas de Bentzmann (Devoteam)
- 2016/2019 : Présidence de Jean-Baptiste Danet
- 2019/2022 : Présidence de Thibaut Bechetoille
- 2022/2025 : Présidence de Audrey Louail (Ecritel)
- Depuis juillet 2025 : Présidence de Virginie Calmels (CV Education)

## Les campagnes présidentielles
CroissancePlus a formulé des propositions aux candidats à l’élection présidentielle de 2017. 
L'association publie en février 2017 L'Urgence de la Réforme, un livret regroupant 70 propositions jugées essentielles sur le plan économique. À la suite de l'élection d'Emmanuel Macron, l'association a indiqué être prête à travailler avec le gouvernement pour réformer le cadre législatif.

## Activité de lobbying
Pour l'année 2017, CroissancePlus déclare à la Haute Autorité pour la transparence de la vie publique exercer des activités de lobbying en France pour un montant qui n'excède pas 50 000 euros.